# Tenshindon

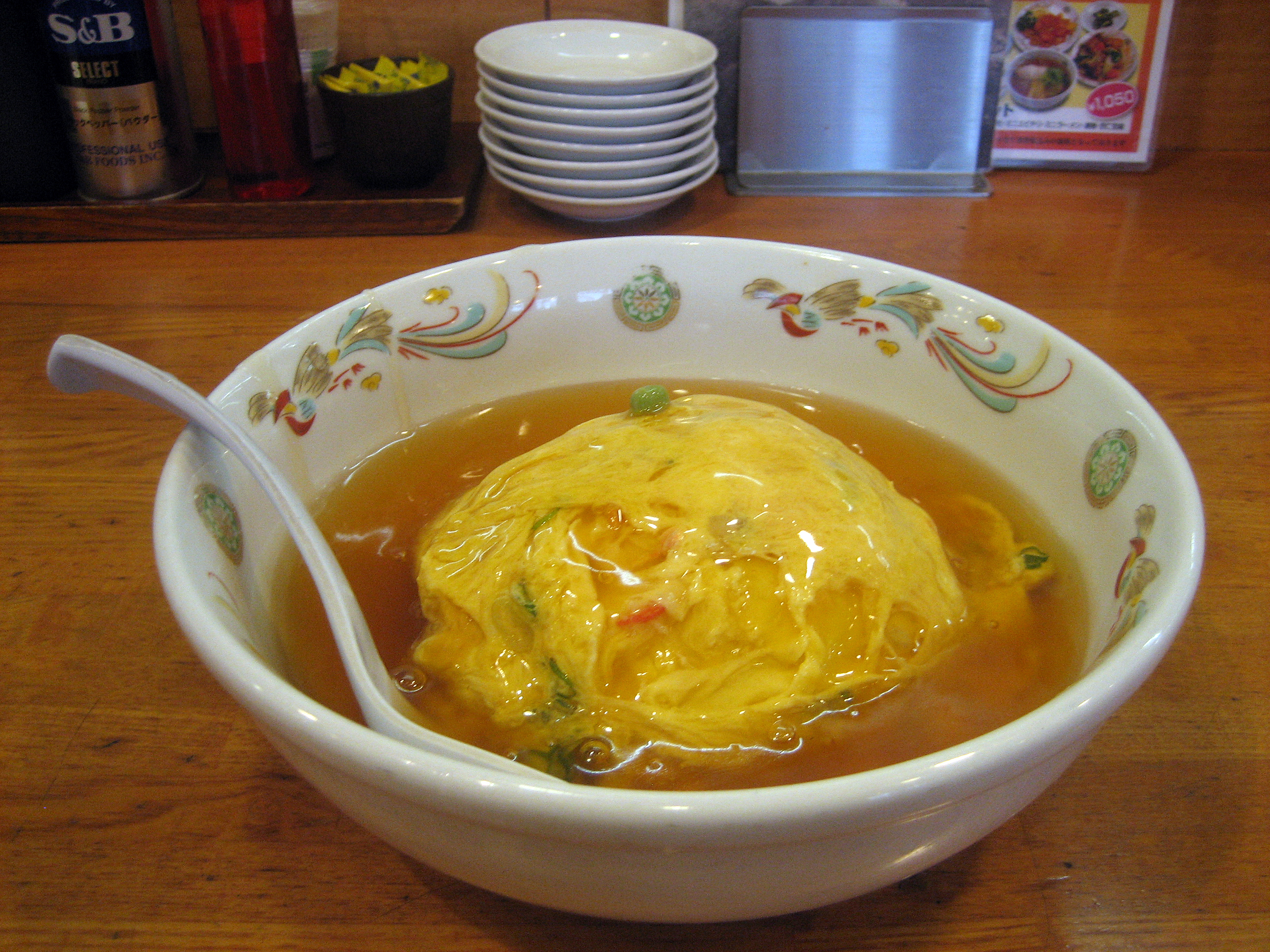
Tenshin don.

El tenshindon (天津丼?) es una especialidad chino-japonesa consistente en una tortilla de carne de cangrejo sobre arroz.

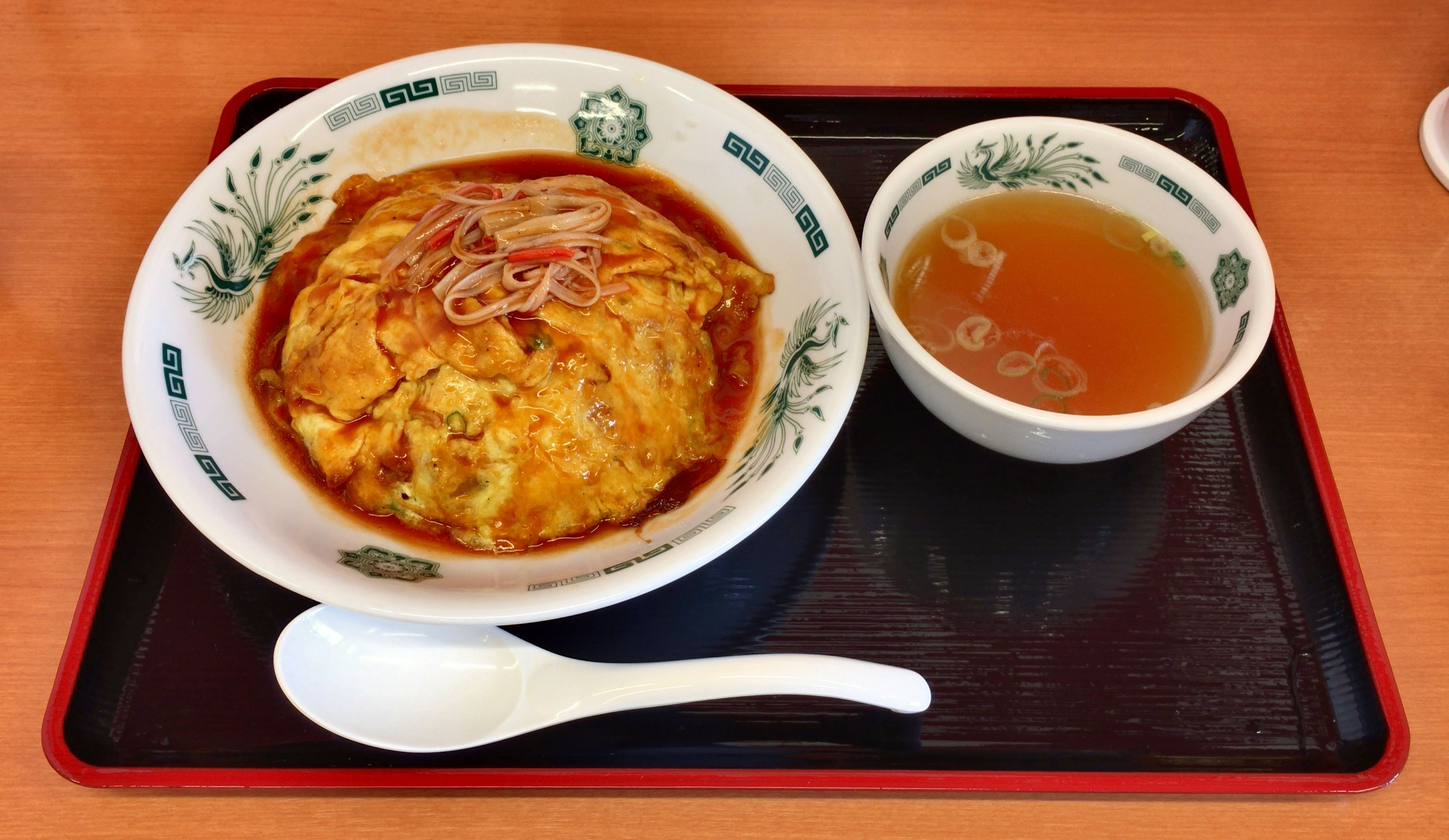
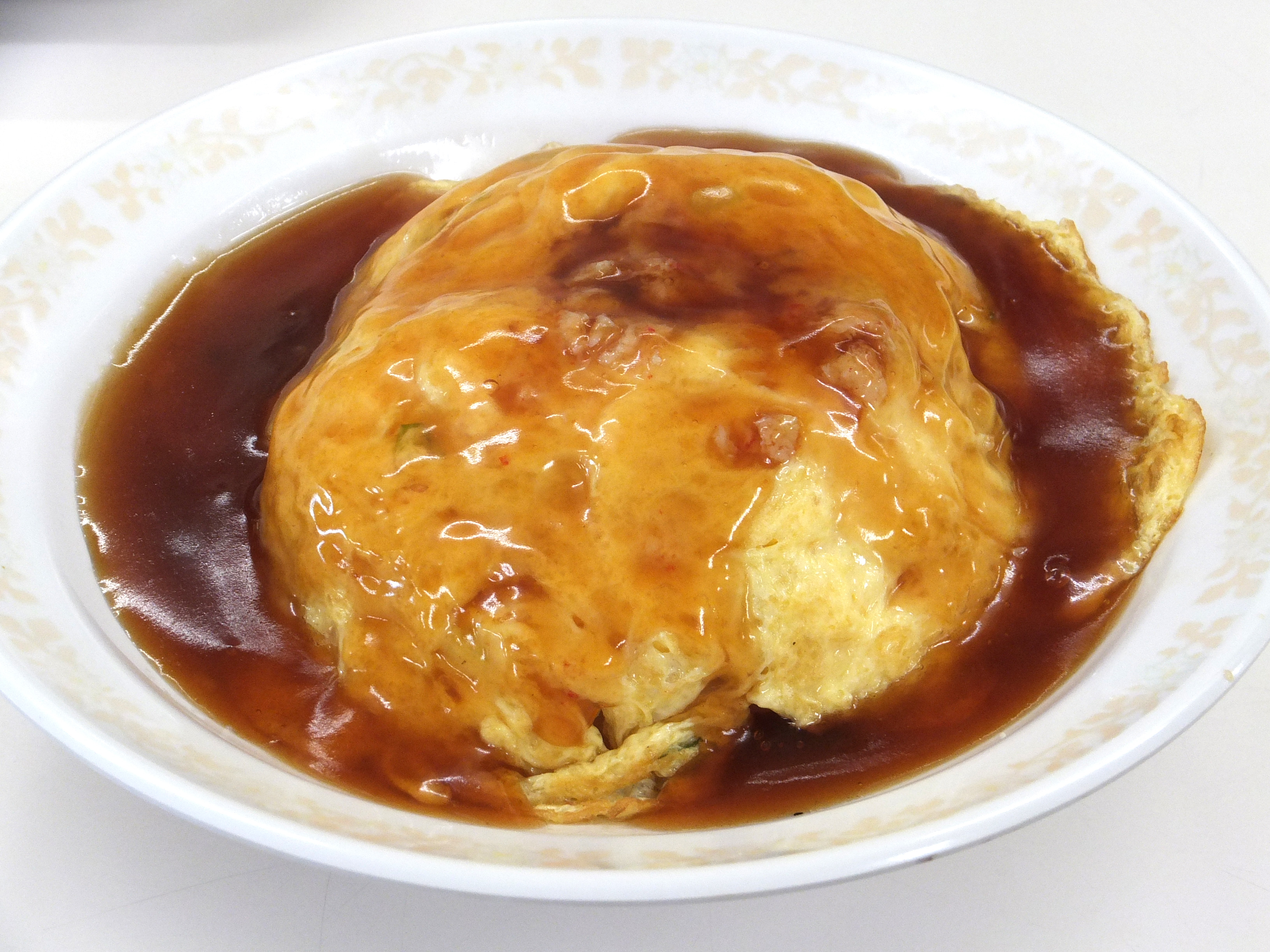
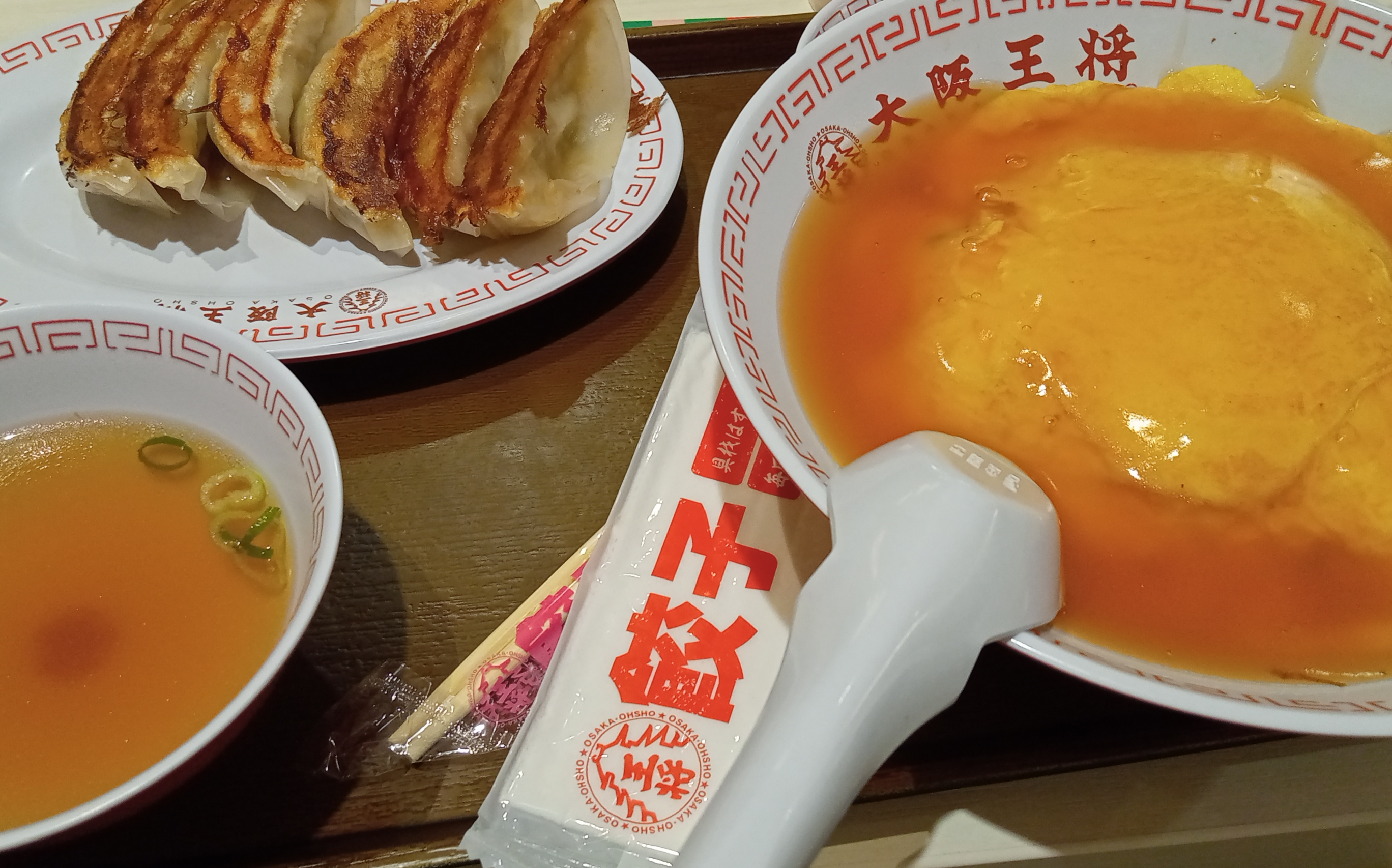
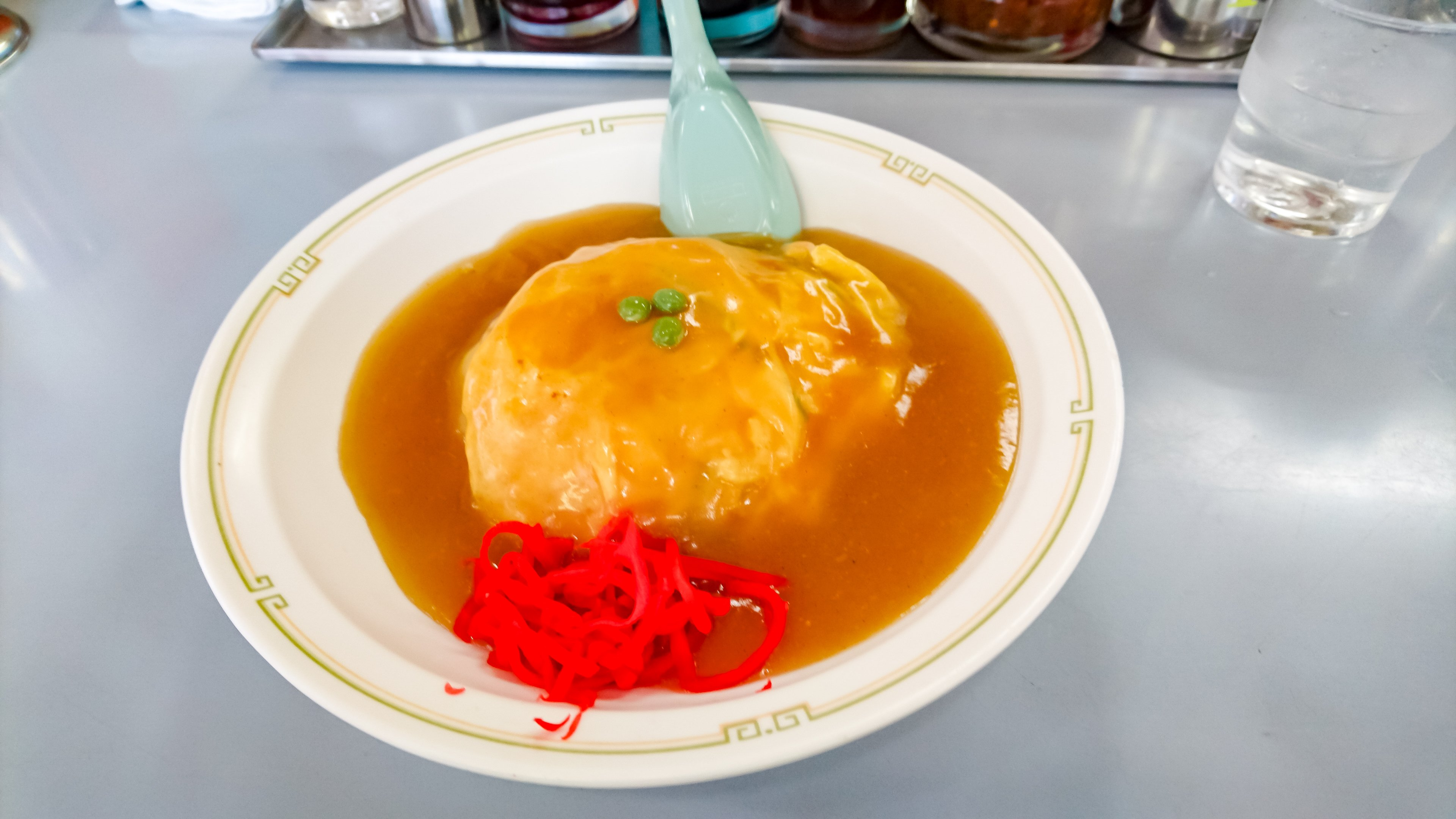
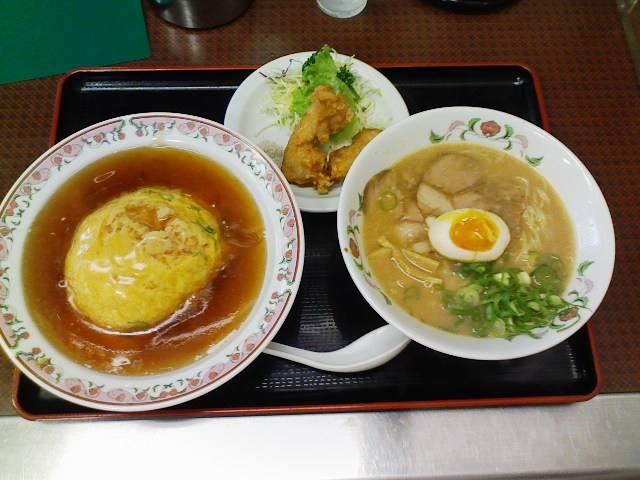